# Ebbenhouten Schoen 1996
De verkiezing van de Ebbenhouten Schoen 1996 werd op 3 mei 1996 gehouden. Celestine Babayaro volgde zijn landgenoot Godwin Okpara op. Hij ontving de Belgische voetbaltrofee uit handen van zangeres Khadja Nin.

## Winnaar

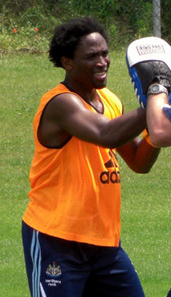
Celestine Babayaro was de vierde Nigeriaan op de erelijst.

De Nigeriaanse linksachter Celestine Babayaro veroverde ondanks zijn jonge leeftijd een basisplaats bij RSC Anderlecht. Hij ontpopte zich tot een van de grootste talenten in de Belgische competitie. Zowel in 1995 als in 1996 kreeg hij de trofee voor Jonge Profvoetballer van het Jaar. Een jaar na zijn Ebbenhouten Schoen ruilde hij Anderlecht in voor Chelsea FC.
Babayaro won met 44 punten voorsprong op Michel Ngonge, de Zaïrese middenvelder van KRC Harelbeke.

## Uitslag
| Nr. | Land                               | Naam                     | Club(s)            | Punten |
| --- | ---------------------------------- | ------------------------ | ------------------ | ------ |
| 1.  | Vlag van Nigeria                   | Celestine Babayaro       | RSC Anderlecht     | 197    |
| 2.  | Vlag van Zaïre                     | Michel Ngonge            | KRC Harelbeke      | 153    |
| 3.  | Vlag van Zaïre                     | Jean-Claude Mukanya      | Lommel SK          | 101    |
| 4.  | Vlag van Ghana                     | Yaw Preko                | KRC Harelbeke      | 80     |
| 5.  | Vlag van Nigeria                   | Ganiyu Owolabi           | Antwerp FC         | 67     |
| 6.  | Vlag van Zaïre                     | Nzelo Lembi              | Club Brugge        | 38     |
| 7.  | Vlag van Nigeria                   | Godwin Okpara            | Eendracht Aalst    | 35     |
| 8.  | Vlag van Kameroen                  | Jean-Jacques Missé-Missé | Sporting Charleroi | 31     |
| 9.  | Vlag van Ivoorkust                 | Patrice Zéré             | KRC Harelbeke      | 26     |
| 10. | Vlag van Zaïre                     | Roger Lukaku             | Germinal Ekeren    | 20     |
| 11. | Vlag van Zaïre · Vlag van België   | Mbo Mpenza               | KV Kortrijk        | 17     |
| 12. | Vlag van Nigeria                   | Emmanuel Ebiede          | Eendracht Aalst    | 16     |
| 13. | Vlag van Zaïre                     | Elos Elonga Ekakia       | KSC Lokeren        | 14     |
| 14. | Vlag van Algerije                  | Nording Hameg            | KRC Harelbeke      | 10     |
| 15. | Vlag van Marokko · Vlag van België | Karim Mghoghi            | Germinal Ekeren    | 9      |

1992 · 1993 · 1994 · 1995 · 1996 · 1997 · 1998 · 1999 · 2000 · 2001 · 2002 · 2003 · 2004 · 2005 · 2006 · 2007 · 2008 · 2009 · 2010 · 2011 · 2012 · 2013 · 2014 · 2015 · 2016 · 2017 · 2018 · 2019 · 2020 · 2021 · 2022 · 2023 · 2024